# Anthochóri (Arcadie)
Anthochóri (grec moderne : Ανθοχώρι) est une localité située dans le dème de Mégalopolis, dans le district régional d'Arcadie, dans la périphérie du Péloponnèse, en Grèce.
Selon le recensement de 2011, elle compte 41 habitants.